# Heerlijkheid Volmerbeke
Volmerbeke was een heerlijkheid gelegen in de huidige Belgische gemeente Hooglede.
Het was een leen van het Hof van Wulfswinkel, dat in handen was van de heren van Gistel en later van de heren van Ingelmunster.

## Bloeiperiode
In haar bloeiperiode had de heerlijkheid van Volmerbeke 27 achterlenen. In 1578 was het domein 91.39 ha  groot en was uitgestrekt over Hooglede en Kortemark en had de heer recht op tienden en het innen van rentes op de jacht en visvangst.

## Wapenschild
Het wapenschild van Volmerbeke was een rode keper met toen rode blokjes op een veld van goud.

## De heren van Volmerbeke

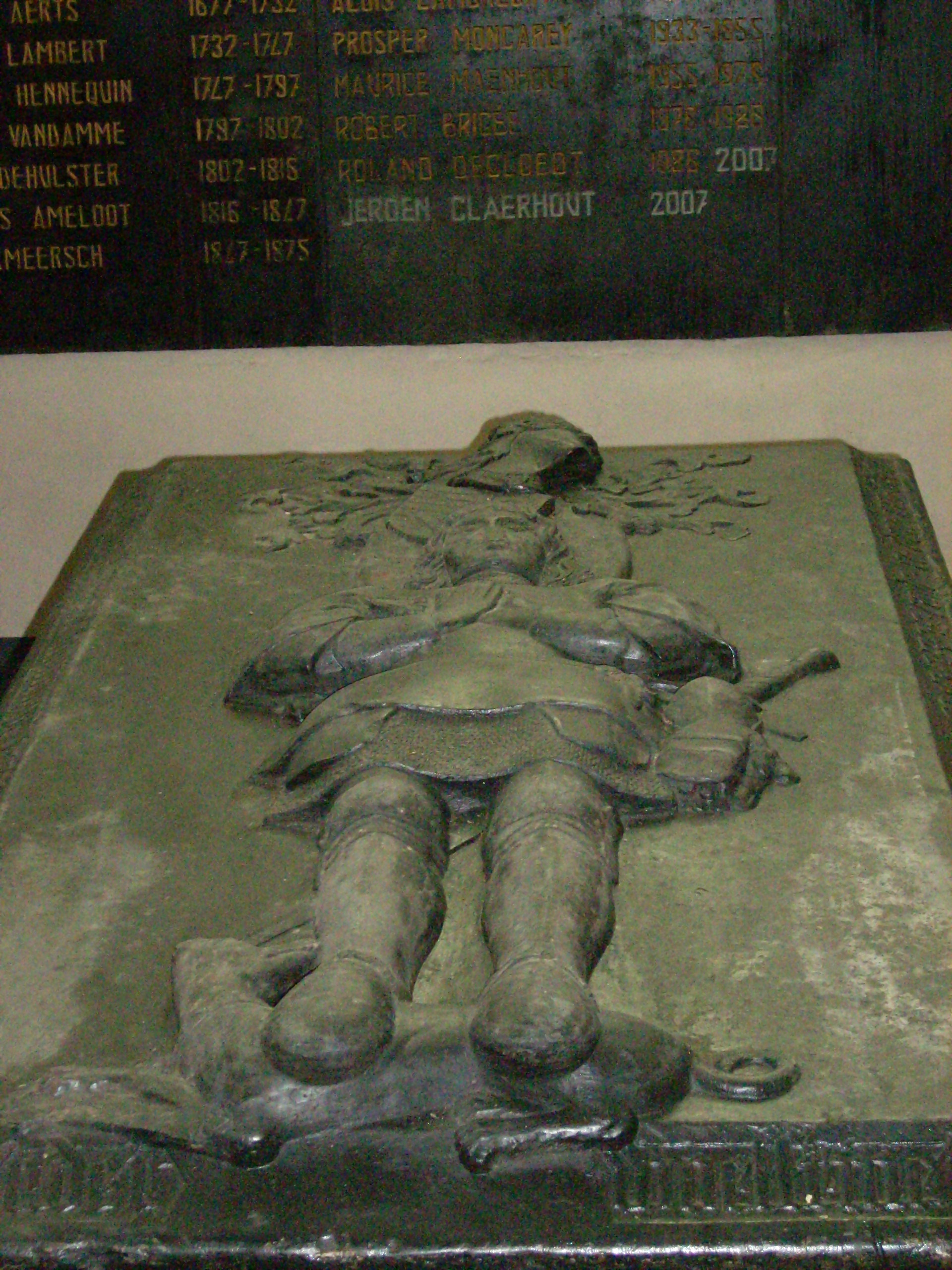
Grafsteen van Victor van Dixmude

De oudst bekende heer van Volmerbeke was Jan van Volmerbeke (1273-1335). Deze familie bestuurde de heerlijkeid tot de 16de eeuw. Dan kwam de heerlijkheid in handen van het geslacht “van Dixmude”. In de Sint-Amanduskerk in Hooglede staat achteraan de kerk de grafsteen van Victor van Dixmude. De heerlijkheid Volmerbeke bleef in handen van deze familie tot Joost van Dixmude deze verkocht aan Gillis Coucke, een koopman uit Roeselare.

## Woning
In 1949 werd het bouwvallige huis van de heren van Volmerbeke gesloopt en vervangen door een moderne boerderij.